# قطب صنعتي (حومة بروجن)
قطب صنعتي (بالفارسية: قطب صنعتی) هي قرية تقع في إيران في قسم حومة الريفي. يقدر عدد سكانها بـ 50 نسمة .